# Su-35 (航空機・初代)
Su-35/Су-35
ルースキエ・ヴィーチャズィ所属のSu-27M 12-04号機
- 用途：戦闘機
- 分類：制空戦闘機、多用途戦闘機
- 設計者： スホーイ設計局
- 製造者： KNAAPO
- 運用者： ロシア（ロシア空軍）
- 初飛行：1988年6月28日
- 原型機：Su-27

Su-35（スホーイ35、スホイ35；ロシア語：Су-35スー・トリーッツァチ・ピャーチ）は、ロシアのスホーイが製造する多用途戦闘機。第4.5世代ジェット戦闘機に分類される。生産は、スホーイ傘下のKNAAPOが担当する。Su-27M（Су-27М）とも呼ばれ、工場番号はT-10M。NATOコードネームはフランカーE1（Flanker-E1）。

## 概要
主に輸出を目的として開発が開始されたSu-27の派生型のひとつで、元はSu-27Mと呼ばれていた。アメリカ製のF-15やF-16に対抗する目的で開発された。
Su-35のプロトタイプの実験が始まったのは1985年、初飛行は1988年だったが、同機体が一般に（とりわけ西側諸国に）公開されたのは1992年のファーンボロー国際航空ショーの時だった。この頃の機体はSu-27をベースにカナード翼を装備しており、垂直尾翼の高さも増されている。
また、新型の大型レーダーN011バルスを搭載することから機首も太くなっているのが外見上の特徴。エンジンは、Su-37とは異なり、固定式。

### Su-27との相違点
- 高度なアビオニクスの搭載
- エンジンの換装
- カナードの追加
- 新しいレーダーを収容するために機首を太く変更
- 前脚を強化しダブルタイヤ化
- 多くの燃料を収容することができるよう翼を太く変更
- 炭素繊維複合材製の垂直尾翼内をインテグラルタンクとして利用できるように変更
- （最初の試作品を除く）空中給油装置
- 胴体中央部の燃料タンクの拡大
- 主翼の強化により搭載量を6,000～8,000kgに増大、ハードポイントは2つ追加され合計数は12基となった。

## 発展

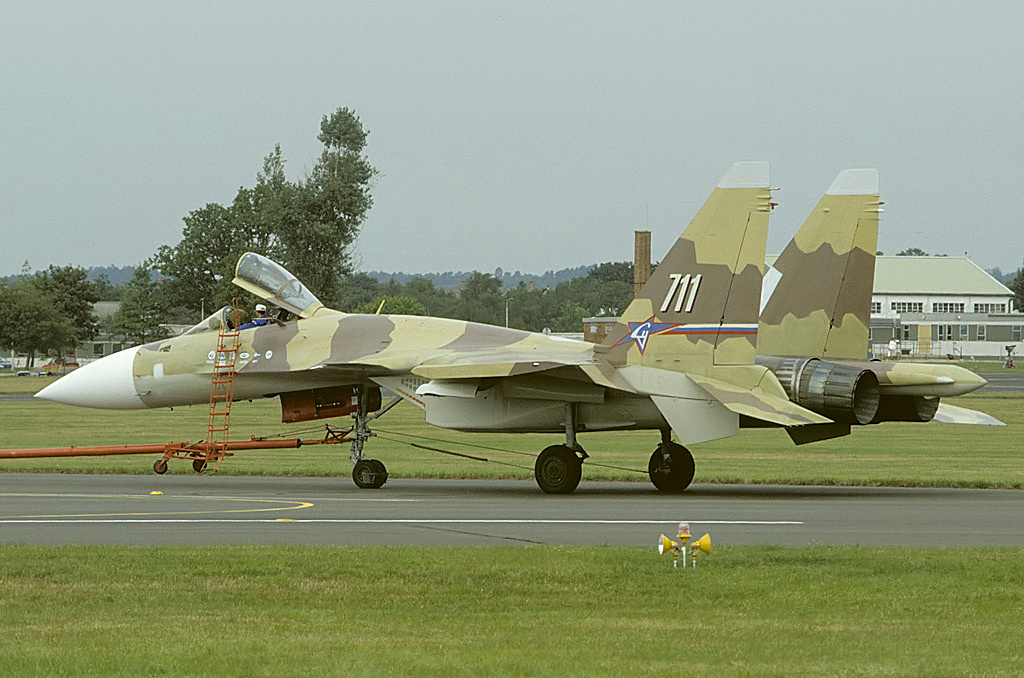
Su-37

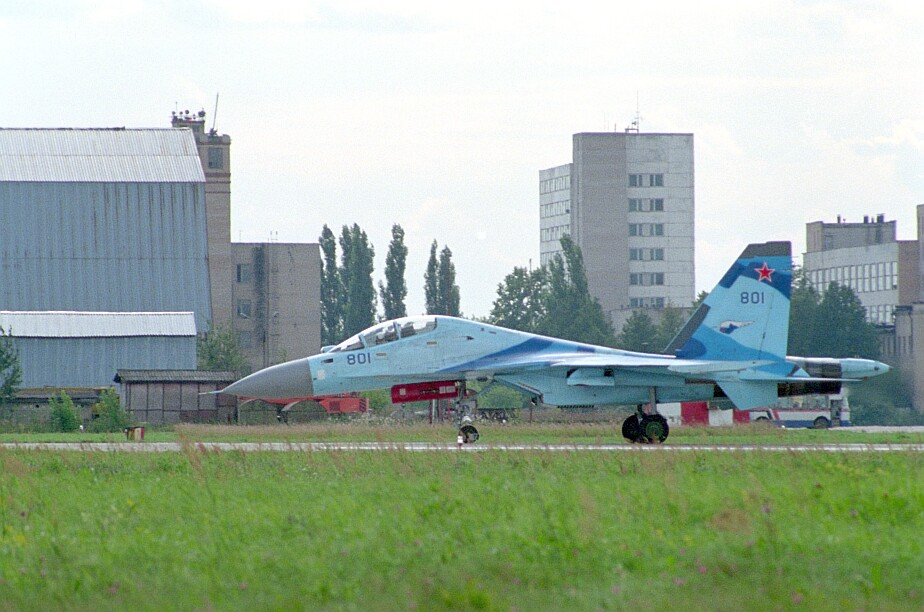
Su-35UB

### Su-37
Su-35をさらに発展させた戦闘機。1993年に生産。工場コードはT-10M-11（S/N 711）、T-10M-12（S/N 712）。NATOコードネームはフランカーE2。高度な制御システムを搭載し、エンジンを推力偏向ノズルを装備したAL-37Fに換装した。コックピットは4基のカラー液晶型MFDに変更され、サイドスティックが採用された。その後1996年のファーンボロー国際航空ショーに参加するなどしたが、2002年12月19日、機器の故障により711がテストパイロットの"Юрия Ващука"の制御の元、ラメンスコエ空港から80km先にあるエゴリエフスキーにて墜落した。その後、Su-37で研究開発された機構がSu-35BM（およびSu-30MK系、さらには後にSu-27SM/SMK/SKMにも設定可能になった） に吸収されており、Su-37は研究機のまま開発中止となった。

### Su-35UB
複座型。工場コードはT-10UBM（S/N 801）。Su-35UBは多用途複座戦闘機Su-30MKシリーズの一つで、Su-30MKKをベースとしSu-37やSu-30MKIの成果を組み込んだ最高の戦闘機として設計された。機体の改良によりSu-30MKI以上の航続距離を持たせたほか、N011Mパッシブフェーズドアレイレーダー始めとする近代的なアビオニクスを搭載、高度な空対空、空対地兵装の運用が可能である。ハードポイント数は12。同機は2000年に初飛行したが、顧客は現れずデモ機1機のみが製造されたにとどまった。なお、Su-35UBはロシアで初めてコンピュータを用いて設計された機体でもある。

### Su-35BM
Su-27SM2に準じた派生型で、Su-35としてはじめて量産された。本稿のSu-35と区別するため、Su-35BM（BMは「大規模近代化」の略）と呼ばれることもある。電子装備の軽量化とCCV設計技術の向上などにより、ステルス性の面では不利となりやすいカナード翼を廃し推力偏向ノズルを採用した。

## 特徴

### 機体
電子装備追加による重心移動への対応や高迎角飛行時の安定性強化のために、通常尾翼形式ながらカナード翼が追加されたのが大きな特徴。機体には、複合材料やアルミ・リチウム合金、垂直尾翼には炭素繊維が使用されSu-27と比較して機体重量が軽量化された。垂直尾翼は大型化され、内部にはインテグラルタンクが設けられた。これにより、航続距離が4,000kmに延長された。空中給油装置も追加されており、給油を行うことで航続距離の延長が可能である。エンジンはAL-35F（推力:137kN）でAL-31Fと比べ推力、信頼性が向上し、寿命も延長されている。ペイロードの増大に伴い前輪はダブルタイヤ化され着陸装置も強化された。

### アビオニクス
操縦系に関してはデジタル式のフライ・バイ・ワイヤに換装された。Su-27では、フライ・バイ・ワイヤによる制御はピッチ軸のみで、ロール軸およびヨー操縦系統は安定増強を行うだけだったが、Su-35では両方向に対して制御を行えるようになったことで、前述のカナードと組み合わせることでより高度な機動が可能となった。フライトナビゲーション装置としてはPNA-10M-711を搭載している。
コックピットは、モノクロCRT多機能ディスプレイ3基で構成されグラスコックピット化されている。コックピットの構成は、試作機によって違い、Su-27から改造されたT-10M-7まではMFDが2基隣接しているが、それ以降は間に姿勢指示器を挟んで装備されている。T-10M-11以降はMFDが大きくなり、右にあったMFDが左に移動している。Su-35UBでは、フランスのセクスタンアビオニクス製の多機能ディスプレイを前席は5基（正面3基、両脇のコンソールにそれぞれ1基）、後席は4基備え完全なグラスコックピットとなっている。射出座席はSu-27と同じK-36DMだがF-16などと同じく30°傾けて装着されている。
レーダーとしては新たに開発されたN011バルスが採用された。バルスはプルナーアレイアンテナを使用したパルスドップラーレーダーで、140km先の15目標を探知し、8目標を追尾できる。また、空対空モードに加え、4つの空対地および5つの空対艦モードを有している。バルスはソ連で初めて制御部を完全デジタル化したレーダーであり、Su-27のメーチと比べ信頼性は大きく向上している。Su-35UBではN011のフロントエンドをPESAアンテナに変更したN011Mレーダーに換装され探知距離が200kmに延長、合成開口モードも実装された。また、テイルブーム部は、ビーバーテイル状の薄いものから"スティンガー"と呼ばれる太い形状に変更され、N012後方探知レーダーが装備されている。N012のスキャン方位角と仰角は60°で、探知距離はRCSが3m2の目標に対して50km、大型目標で100kmである。

### 武装
空対空兵装が中心だったSu-27とくらべ空対艦、空対地兵装が追加されるなどマルチロール化されている。ハードポイントは12基となり、搭載量も8トンに増加した。空対空兵装としてはR-27に加えて新世代のミサイルであるR-77に対応している。

## 各機体

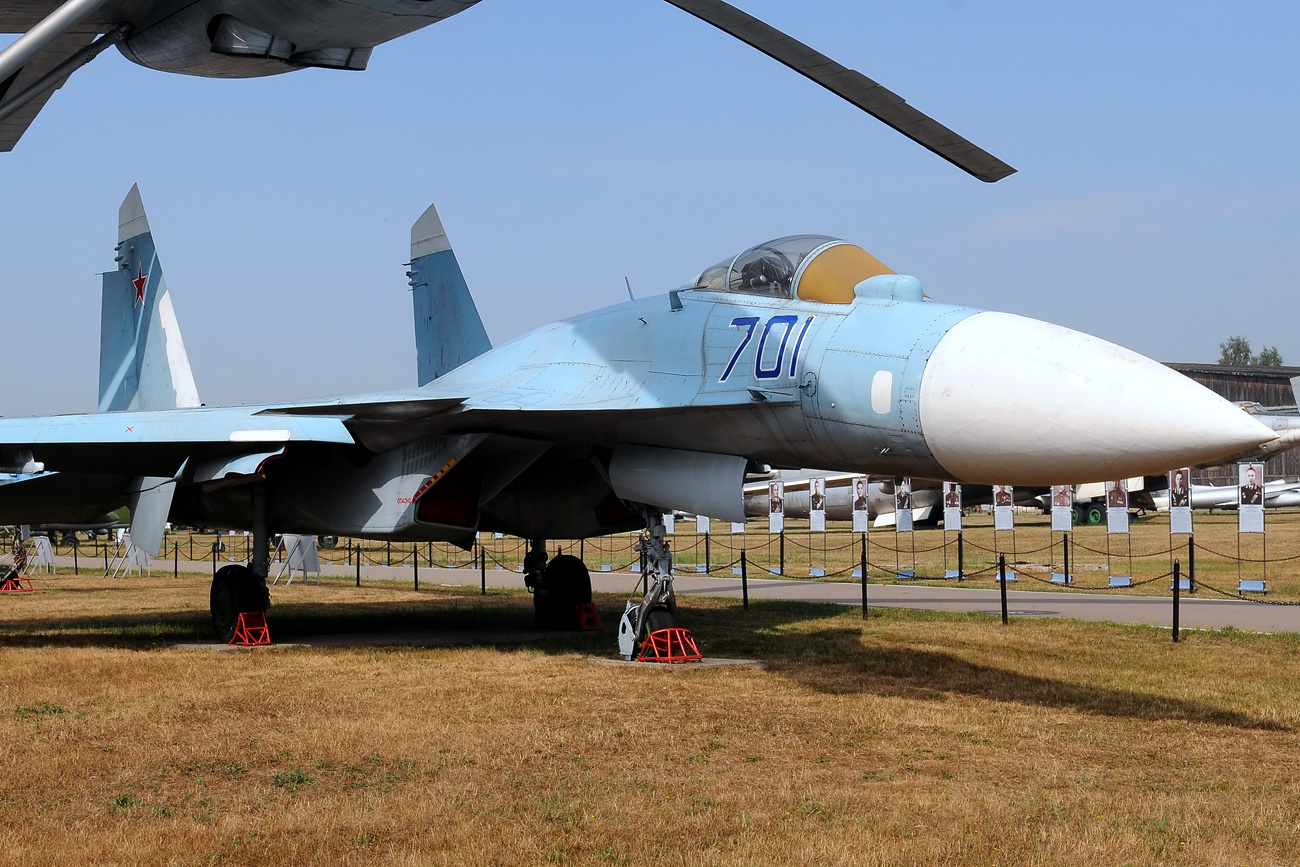
T-10M-1

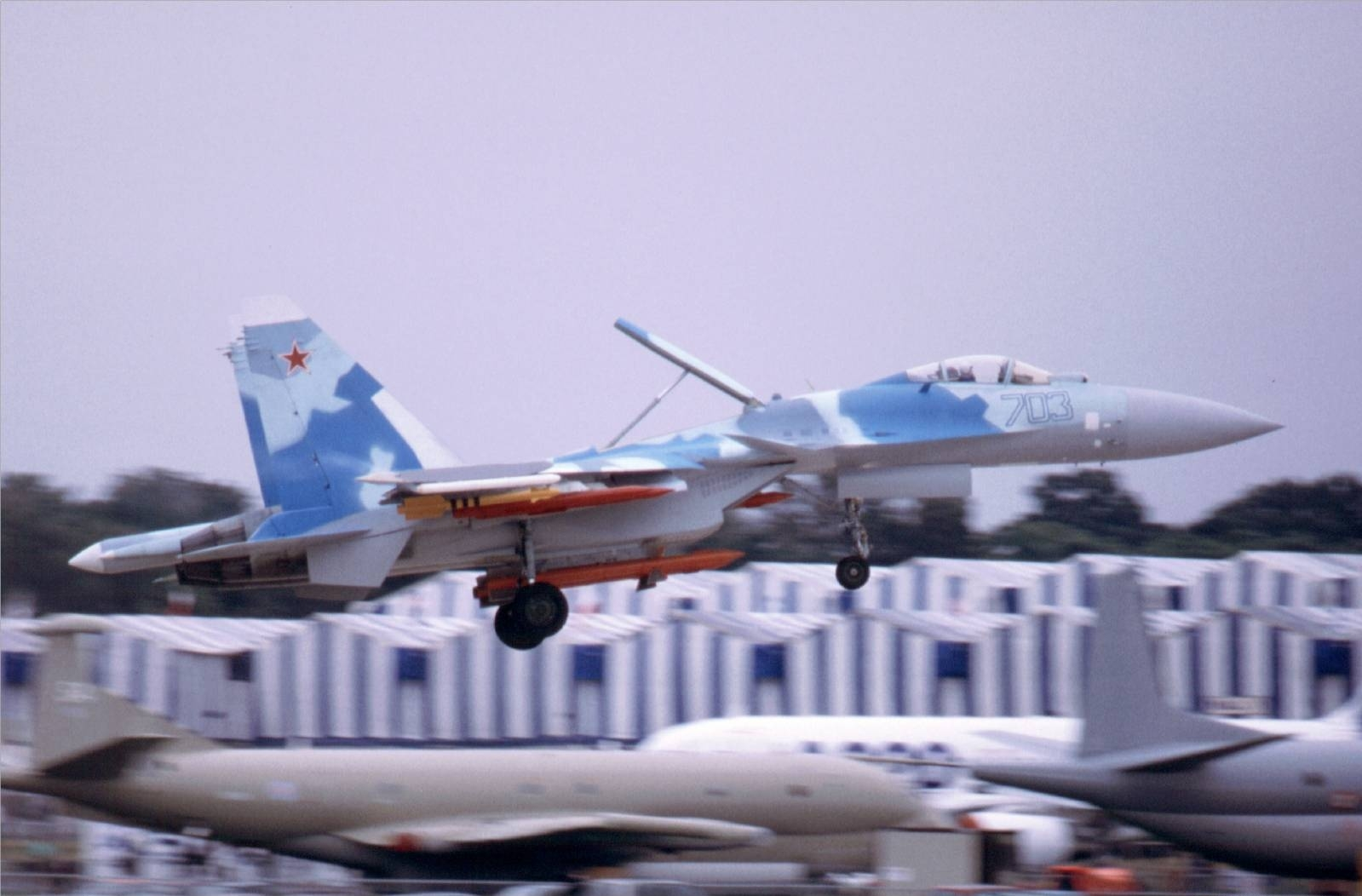
T-10M-3

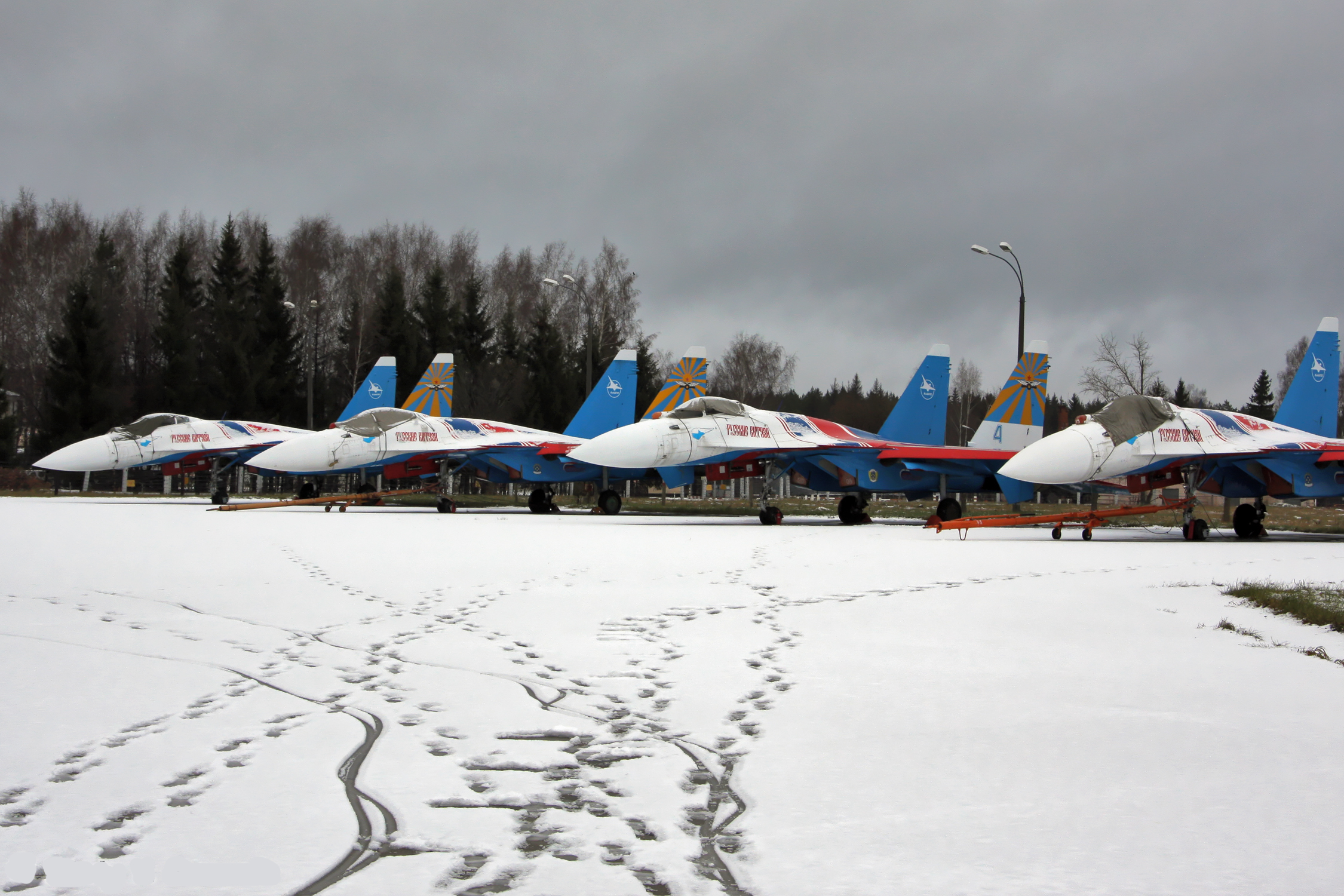
12-03、12-04、T-10M-12、T-10-3

- T-10M-1（S/N 701） - 最初のプロトタイプ（1988年）。Su-27から作成された。1988年6月28日初飛行。テストが完了した1990年後半にモニノ空軍博物館に引き渡された。
- T-10M-2（S/N 702） - 2番目のプロトタイプ（1989年）。Su-27から作成された。
- T-10M-3（S/N 703） - 改造機ではない初の生産型。1992年4月1日に初飛行。MAKS-1993、1994年のファーンバラ国際航空ショーに参加した。2003年7月には、AGVPの「ルースキエ・ヴィーチャズィ」に移され新しいシリアルナンバー1を得た[4]。
- T-10M-4（S/N 704） - 地上での静止試験用。
- T-10M-5（S/N 705） - プロトタイプ。Su-27から作成された。
- T-10M-6（S/N 706） - プロトタイプ。Su-27から作成された。1992年には、Machulishchy空港（ベラルーシ）でCIS諸国の国防大臣に提出された。
- T-10M-7（S/N 707） - プロトタイプ。Su-27から作成された。
- T-10M-8（S/N 708） - 試作サンプル。
- T-10M-9（S/N 709） - 試作サンプル。T-10M-8をモデルにした。
- T-10M-10（S/N 710） - 試作サンプル。T-10M-8をモデルにした。2004年以降はエンジンなどのフライングテストベッドとして使用されており、2010年1月21日にはSu-57用のAL-41F1を搭載して飛行テストを行っている[5][6]。
- T-10M-11（S/N 711） - 試作サンプル。T-10M-8をモデルにした。後にSu-37に改修された。2002年12月19日の事故で失われた。
- T-10M-12（S/N 712） - 試作サンプル。T-10M-8をモデルにした。後にSu-37に改修された。711の事故後推力偏向ノズルを外している。N011Mバルスレーダーのテストベッドとして使用された。2003年7月に、AGVPの「ルースキエ・ヴィーチャズィ」に移され新しいシリアルナンバー2を得た[4]。
- 12-02（S/N 86） - 1995年に製造され、1996年に第929国家飛行試験局に移転された。2003年7月に、AGVPの「ルースキエ・ヴィーチャズィ」に移され新しいシリアルナンバー3を得た[4]。
- 12-03（S/N 87） - 1995年に製造され、1996年に第929国家飛行試験局に移転された。2003年7月に、AGVPの「ルースキエ・ヴィーチャズィ」に移され新しいシリアルナンバー4を得た[4]。
- 12-04（S/N 88） - 1995年に製造され、1996年に第929国家飛行試験局に移転された。2003年7月に、AGVPの「ルースキエ・ヴィーチャズィ」に移され新しいシリアルナンバー5を得た[4]。
- T-10UBM（S/N 801） - 2000年に初飛行。

## 運用
Su-35は、本格的な量産には移されず多くは退役して博物館に引き渡されるか、または屋外にて保存がされている。一部は新型レーダーなどのアビオニクスや新型エンジンのテストベッドとして使用されている。
 ロシア
ルースキエ・ヴィーチャズィ

### 提案
オーストラリア
2002年に、スホーイはF-111とF/A-18の後継としてSu-35を含むSu-30を売り込んだ。しかし、F-35が選定された。
 韓国
Su-35とSu-37を提案し、Su-35がF-4（F-4DとF-4Eの一部）の後継機選定の第1次F-Xにおいて、ラファール、F-15E、タイフーンと共に選考対象となったが、F-15Eが選定された。提案されたSu-35はグリッドレーダーとAL-31FPの装備を特色としていた。提案にはフル技術移転が含まれており、最終組み立ても韓国で行われる可能性があった。また、購入金額の内50億ドルは韓国のロシアに対する債務削減の取引を通じて資金調達される可能性も報じられた。しかし、アメリカとの関係からSu-35は早期に選定に破れ、F-15Kが選定された。
 中国
1990年代初頭、中国へのSu-35の広範な販売が議論されていた。1995年にスホーイの関係者は、120機を中国と共同生産すると発表した。しかし、政治的問題により実現しなかった。
 ブラジル
2001年に、ブラジル大統領フェルナンド・エンリケ・カルドーゾの下でミラージュIIID/EとF-5の後継機を調達する入札を発表した。スホーイはAvibrasと提携して7億ドルの入札にSu-27Mを提出した。予定では購入数は少なくとも12機であった。他の候補はミラージュ2000、F-16、MiG-29、サーブ 39 グリペンであった。ロシアはSu-35が選定された場合50機のエンブラエル社製のリージョナルジェットを購入してアエロフロート・ロシア航空で使用するとしていた。その後2003年にブラジルは財政及び政治的理由（ルイス・イナシオ・ルーラ・ダ・シルヴァが大統領となった）から次期戦闘機計画を一旦白紙に戻し、2005年に中古のミラージュ2000を購入した。

## 仕様

### 諸元
- 乗員：パイロット1名（UBは2名）
- 全長：22.00m
- 全幅：15.15m
- 全高：6.43m
- 翼面積：62.0m2
- 空虚重量：17,500kg
- 運用時重量：25,700kg
- 最大離陸重量：34,000kg
- エンジン：リューリカ＝サトゥールン AL-35Fターボファンエンジン（推力125.52kN）×2

### 性能
- 最大速度：2,450km/h（マッハ2）
- 航続距離：約4,000km
- 最大運用高度：18,000m
- 上昇率：230m/s
- 翼面荷重：414,5kg/m2

### 主要兵装
- 固定武装：GSh-30-1 30mm機関砲 1門、最大150発
- 各種ミサイルや爆弾の装着が可能なハードポイント：最大12箇所、最大重量8,000kg